# 广东地乡
广东地乡，是中华人民共和国新疆维吾尔自治区昌吉回族自治州玛纳斯县下辖的一个乡镇级行政单位。

## 行政区划
广东地乡下辖以下地区：
繁育场村、袁家湖村、袁家庄村、新湖坪村、小海子村和广丰村。